# T-1000
T-1000 – postać cybernetycznego zabójcy z filmów Terminator 2: Dzień sądu i Terminator: Genisys. W filmach pełnometrażowych postać cyborga grana jest przez m.in. Roberta Patricka i Lee Byung-huna. 
W drugim sezonie serialu Terminator: Kroniki Sary Connor pojawia się natomiast model T-1001, który posiada bardzo podobne właściwości; jego rolę odgrywa Shirley Manson.

## Charakterystyka
Jest ulepszonym prototypem terminatora, mimetycznym stopem wieloskładnikowym – składa się z ciekłego metalu (seria 1, model 1A, typ 1000). Może przyjąć kształt i wygląd każdego trwałego ciała stałego (którego dotknie) o rozmiarach zbliżonych do człowieka. T-1000 modyfikuje ręce do kształtu broni białej (haków, ostrzy itp.). Nie potrafi wytworzyć broni palnej, chemikaliów ani bomb (ponieważ posiadają one skomplikowane i ruchome części) oraz innych od stopu mimetycznego substancji, których T-1000 nie jest w stanie wytworzyć. Może pokonać bezproblemowo każdą przeszkodę, jeśli jest w niej choć mały otwór. Może przyjąć wygląd dowolnego człowieka i wiernie go naśladować.
T-1000, może przyjmować uderzenia i postrzały praktycznie bez doznania trwałych szkód. Będąc postrzelonym z pistoletu, T-1000 przyjmie pocisk, lub przepuści go na wylot, po czym zasklepi przestrzelinę, aczkolwiek im większe będą uszkodzenia, tym więcej czasu T-1000 będzie potrzebować do odzyskania swojego kształtu.
Stop mimetyczny jednakże można uszkodzić. Narażenie na niskie temperatury uszkadza zdolność T-1000 do kontrolowania swojego wyglądu, co objawia się w przyjmowaniu przez stop przypadkowych kształtów i tekstur z otoczenia. Wysoka temperatura, kwas lub ciekły azot mogą doprowadzić do całkowitego zniszczenia stopu.

## Rola w filmach

### Terminator 2: Dzień sądu
T-1000 zostaje przysłany z roku 2029 do 1995 w celu zlikwidowania dziesięcioletniego Johna Connora. Zostaje zniszczony poprzez wrzucenie do pieca hutniczego.

### Terminator: Genisys
T-1000 zostaje przysłany do roku 1984 w celu zabicia Kyle’a Reese’a. Zostaje zniszczony przez oblanie kwasem solnym.
Pod koniec filmu górna część T-800 wpada do zbiornika z płynnym metalem, co w połączeniu z jego procesorem zmienia go w cyborga z płynnego metalu (zyskuje właściwości T-1000)